# Saimaa
Saimaa (svensk: Saimen) er en sø i det sydøstlige Finland. Med en størrelse på 4.370 km² er søen Finlands største og Europas fjerdestørste. 
- Udsigt fra byen Joutseno i vestlig retning.
- Saimaa er markeret med lyseblå

- Wikimedia Commons har flere filer relateret til Saimaa